# Paramicrolaimus spirulifer
Paramicrolaimus spirulifer is een rondwormensoort uit de familie van de Paramicrolaimidae. De wetenschappelijke naam van de soort is voor het eerst geldig gepubliceerd in 1959 door Wieser.